# Агостіно Аббаньяле
Агостіно Аббаньяле (італ. Agostino Abbagnale, 25 серпня 1966) — італійський академічний веслувальник.
Олімпійський чемпіон 1988 (парні четвірки), 1996 (парні двійки), 2000 (парні четвірки) років.
Чемпіон світу 1997, 1998 років у складі парної четвірки, срібний призер 1985 (вісімки), 2002 (парні двійки) років.

## Родина
Брати — Карміне і Джузеппе Аббаньяле.